# Michele Mazzucato
| Odkryte planetoidy: 8 | Odkryte planetoidy: 8 | Odkryte planetoidy: 8 |
| --------------------- | --------------------- | --------------------- |
| (216345) Savigliano   | 4 grudnia 2007        |                       |
| (236784) Livorno      | 12 sierpnia 2007      |                       |
| (246153) Waltermaria  | 15 sierpnia 2007      |                       |
| (304813) Cesarina     | 16 sierpnia 2007      |                       |
| (309227) Tsukiko      | 16 sierpnia 2007      |                       |
| (345720) Monte Vigese | 12 grudnia 2006       |                       |
| (400162) SAIT         | 14 listopada 2006     |                       |
| (400193) Castion      | 14 grudnia 2006       |                       |
| 1. 2. 3.              |                       |                       |

Michele T. Mazzucato (ur. w 1962) – włoski astronom amator. Jest współodkrywcą 8 planetoid. Należy do kilku stowarzyszeń naukowych. Napisał wiele książek i artykułów, głównie o geodezji i astronomii.
Jego nazwiskiem nazwano planetoidę (35461) Mazzucato.